# Israel Abuhatzeira
El rabino Israel Abuhatzeira (1889-1984) (en hebreo: ישראל אבוחצירא) conocido también como el Baba Sali (en hebreo: בבא סאלי) fue un destacado rabino y cabalista sefardí marroquí conocido por su capacidad para hacer milagros a través de sus oraciones. Nació en el municipio de Rissani, una población ubicada en el Reino de Marruecos. Su tumba se encuentra en la ciudad de Netivot (Israel), en un lugar que se ha convertido en un santuario para las oraciones y para los peticionarios. Su aniversario o yarzeit, es el día 4 del mes de Shevat.

## Primeros años
El rabino Israel era el descendiente de una distinguida familia de sefarditas estudiosos de la Torá, y de los tzadikim, que también eran conocidos como obradores de milagros. Baba Sali era nieto del rabino Yaakov Abuhatzeira. El patriarca de esta familia fue el Rabino Samuel Abuhatzeira, que había nacido en la Tierra de Israel, el Rabino Samuel vivió en Damasco, Siria durante un tiempo, donde estudió la Torá junto con el rabino y famoso cabalista Jaim Vital. El Rabino Samuel fue un hombre santo de su tiempo.
Rabí Samuel y su familia fueron a vivir a la región de Tafilálet, situada en el reino de Marruecos, donde el hijo del rabino Samuel Masud, llegó a ser el rabino de la ciudad. El hijo del rabino Masud, Yaakov Abuhatzeira, conocido como el Avir Yaakov, sucedió a su padre como rabino de Tafilalet, y fue en esa misma región donde su hijo, Israel Abuhatzeira, el Baba Sali, nació.
Israel Abuhatzeira, el Baba Sali, nació el día de Rosh Hashaná de 5650 (en 1889), y se crio en un hogar impregnado del estudio de la Torá y el comportamiento santo. Su familia vivía en una gran finca que incluía una Yeshivá, donde los jóvenes alumnos, los talmidim, iban a estudiar la Torá de noche y de día. El Beit Din (o tribunal rabínico) de su padre, el rabino Masud, también se encontraba en las instalaciones. Su hermano grande, el rabino David, estudiaba en el suelo de un ático, En las raras ocasiones en que el rabino Masud viajaba, se cubría los ojos con su capa para no ver cosas inapropiadas.
Cuando era niño, Israel Abuhatzeira, estudiaba la Torá de día y de noche, a la edad de 12 años empezó a ayunar, durante las seis semanas de Shovavim, al comienzo escondió su ayuno, pero su hermano David, se dio cuenta de lo débil y pálido que estaba, a pesar de que su hermano David lo instó a parar el ayuno, Israel Abuhatzeira continuó.
Después de su Bar Mitzvá, entró en la Yeshiva de su familia, donde los estudiantes se levantaban a medianoche, y después de estudiar las obras cabalísticas hasta el amanecer, iban a la Mikve, y allí rogaban durante el servicio de la mañana y después almorzaban, luego seguían con un estudio en profundidad de la Guemará, después rezaban las oraciones de la tarde, y aprendían una lección del libro del Shulján Aruj. Cuando el Baba Sali tenía la edad de 16 años, se casó con Freha Amsalem.

## Exilio
Durante la Primera Guerra Mundial, después de que Francia se había apoderado de muchas partes del norte de África, Muley Mohamed dirigió una rebelión contra los franceses en la región cerca de Tafilalet, y expulsó al ejército de ocupación francés. Tres años más tarde, los franceses volvieron a bombardear los bastiones de los rebeldes, que se encontraban cerca de los barrios judíos.
A medida que aumentaba el conflicto, Muley Mohamed prohibió a la gente entrar o salir de Tafilalet. Su campaña contra los franceses se extendió a los judíos, acusó varios judíos marroquíes de ser colaboradores de los franceses, y los hizo ejecutar. Al poco de la festividad de Janucá de 1920, Muley Mohamed emitió un decreto para masacrar a los judíos de Tafilalet.
Rabí David, el hermano del rabino Israel Abuhatzeira, el Baba Sali, y ahora rabino de Tafilalet, estaba intentando calmar los asustados habitantes de la ciudad, cuando los soldados de Muley Mohamed, llegaron a arrestarlo. Fue ligado a un cañón, los soldados dispararon el cañón y murió mártir. Los judíos de Tafilalet tuvieron que sobornar al líder de los rebeldes para poder enterrar los restos.
Después de este incidente, la población judía de Tafilalet huyó a la próxima ciudad de Arfoud, y después en la ciudad de Bodniv. Al rabino Yisrael Abuhatzeira le pidieron suceder a su hermano como rabino, pero él se negó, porque quería viajar a la Tierra de Israel, para imprimir allá los escritos de su hermano. En el año 1922, el rabino Israel Abuhatzeira (Baba Sali), viajó por Argelia, Túnez y Egipto, (donde visitó la tumba de su abuelo, el Abir Yaacov), y después a bordo de un barco en el puerto de Haifa, y desde allí marchó hacia la ciudad santa de Jerusalén. Baba Sali publicó los escritos de su hermano, después volvió a la villa de Bodniv, donde aceptó el cargo de rabino.

## Milagros
Muchas personas venían a buscar su ayuda. Sus oraciones habían traído grandes milagros, causando un gran Kidush Hashem. 
Uno de los casos más famosos es aquel de un soldado que resultó herido durante la guerra de Yom Kipur. El joven entró en la casa del rabino en la villa de Netivot, en una silla de ruedas y explicó su historia:
 «Fui herido por una bala en la espalda durante la guerra de Yom Kippur, y aunque me sometí a una serie de operaciones, estoy cojo y no puedo ponerme de pie, una de mis piernas está tan maltrecha que los médicos la quieren cortar. Un amigo me recomendó que viniera a verlo, porque dicen que usted hace milagros con sus oraciones.»
«te pones las Filacterias todos los días?»  -preguntó el rabino, «Guardas el Sabbat?», «No», respondió el chico.
«Si este es el caso, tendrías que estar agradecido que una sola pierna se encuentre en estado grave, nosotros creemos que Hashem nos da la salud para que podamos servirlo», al sentir esto, el joven se echó a llorar, y el rabino le dijo:
«Si yo te bendijera y fueras capaz de ponerte de pie, entonces observarías las mizvot?»
«Sí» , respondió el joven con impaciencia.
El rabino entonces lo bendijo, y le deseó una recuperación completa, entonces Baba dijo al chico que se pusiera de pie, todo sorprendido, el chico de repente se levantó, e incluso fue capaz de moverse sin ayuda. La historia de este joven se extendió como la pólvora por todo el país, dando lugar a un gran movimiento de Teshuvá. El rabino bendecía a los que venían a verlo.

## Funeral
Murió el 1984, el día 4 del mes de Shevat de 5744, su tumba en la villa de Netivot, se ha convertido en un lugar de peregrinación popular en Israel, dos personas más, están enterradas cerca, su segunda esposa, Miriam Abuhatzeira, está enterrada en un ala adyacente a la tumba de Baba Sali, y también David Bouskila, constructor y fundador del complejo funerario.